# Rodoaldo del Friul
Rodoaldo de Friuli (¿? - 694) fue duque de la marca de Friul tras la muerte de Landari a finales del siglo VII. La fecha precisa del comienzo de su reinado no es conocida.
En 694, Rodoaldo fue atacado por Ansfrido y huyó a Histria, desde donde tomó un barco en Rávena a la corte de Cuniberto en Pavía. Ansfrido, no contento con el gobierno del Friul, reivindicó el título de rey de los lombardos. Cuniberto le vence, y confía entonces el ducado del Friul a Adón, hermano de Rodoaldo.